# Asma al-Ásad
Asma al-Ásad (en árabe: أسماء الأسد‎); (Londres, 11 de agosto de 1975) nacida como Asma Fawaz al-Akhras; en árabe: أسماء فواز الأخرس‎) es una ejecutiva bancaria siria que fue primera dama de Siria entre 2000 y 2024 por ser la esposa del presidente Bashar al-Ásad. 
Nacida y criada en Londres, después de que su familia emigrara al Reino Unido desde la ciudad siria de Homs. En diciembre de 2000, se casó con el entonces presidente sirio Bashar al-Ásad después de haber desarrollado su carrera en la banca de inversiones.

## Familia, estudios y actividad bancaria

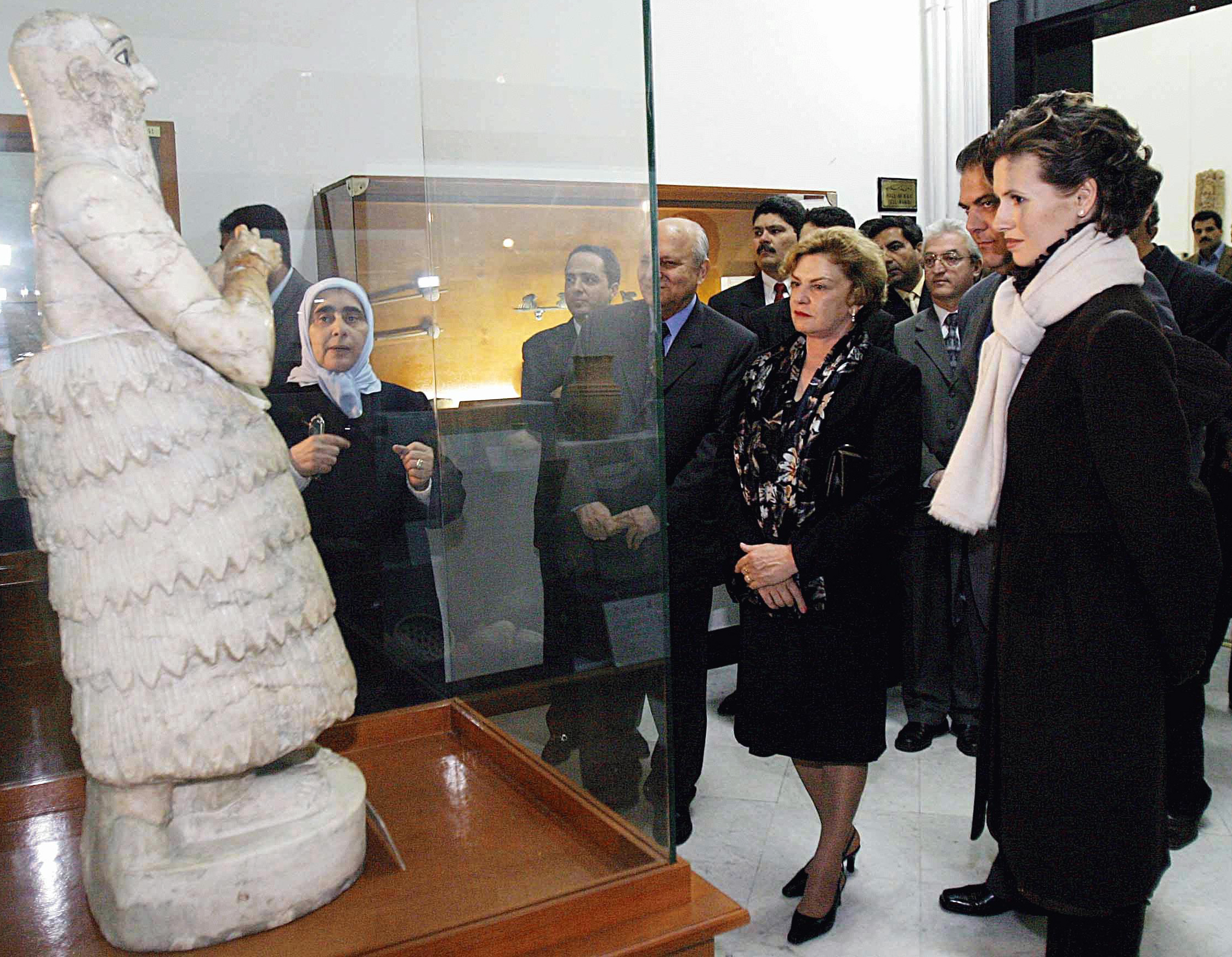
Asma al-Assad en el Museo Nacional de Siria.

Hija del cardiólogo Fawaz Akhras y de la diplomática Sahar Otri al-Akhras, Asma viene de una familia sunita de la ciudad siria de Homs. Su padre había emigrado hacia el Reino Unido en la década de 1950 para acabar sus estudios y ejercer su oficio de cardiólogo en el prestigioso Cromwell Hospital. Su madre fue la primera secretaria de la embajada siria en Londres y su propia hermana la esposa de Adnan Al-Dabbagh, Ministro del Interior en Siria durante el mandato de Háfez Al-Ásad, padre de Bashar.
Asma tiene dos hermanos mayores, Fara y Ayad. Habla con fluidez árabe, inglés y francés.
Nació y creció en el barrio de Acton, en Londres, donde asistió a un colegio de la Iglesia anglicana. Finalizó su periodo escolar en el Queen's College en Londres (donde obtuvo las mejores notas de su promoción en Economía, Matemáticas, Informática y Literatura Francesa). Su educación superior se completó en el King's College de Londres y se graduó en 1996 con una licenciatura en Informática y un diploma en Literatura Francesa. Después de sus estudios universitarios, Asma comenzó a trabajar para el Deutsche Bank en la división de gestión de fondos con clientes de Europa y Extremo Oriente. En 1998 se incorporó a la división de banca de inversión de JP Morgan, especializándose en fusiones y adquisiciones para empresas farmacéuticas y biotecnológicas. Durante su estancia en JP Morgan, trabajó principalmente en la oficina de Nueva York, donde llevó a cabo 4 grandes procesos de fusiones para clientes norteamericanos y europeos.

## Encuentro con Bashar al-Ásad
Asma y Bashar al-Ásad se conocen en 1992, durante una velada a la embajada siria en Londres. Bashar, diez años mayor que ella, era el hijo del entonces presidente Hafez al Asad (en el cargo desde 1971), cuya familia no es lejana de la de Asma. Bashar no tenía un destino político definido entonces, ya que su hermano mayor, Bassel, era considerado el “delfín” del presidente. Un accidente de coche en 1994 causa la muerte de Basel al-Ásad, pasando a ser Bashar el nuevo heredero de las políticas de su padre. No es hasta 1996 que la pareja entre Asma y Bashar al-Ásad se forma. Su relación permaneció oficialmente secreta hasta finales de la década de 1990.
Bashar fue investido presidente el 17 de julio de 2000, tras la muerte de su padre. La pareja se casó el 31 de diciembre del mismo año. Tienen tres hijos: Hafez (nacido en 2001), Zeyn (nacido en 2003) y Karim (nacido en 2004).

## Primera dama de Siria

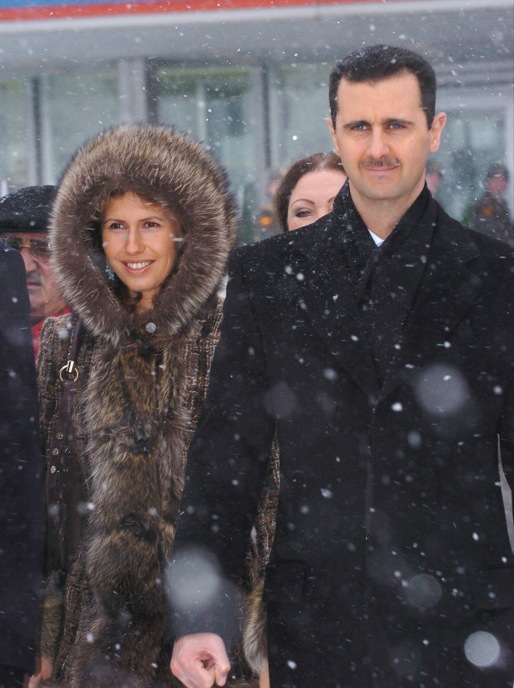
Asma y Bashar al-Ásad en 2008 durante una visita a Moscú.

Al contraer matrimonio la pareja se hace entonces el símbolo de esta Siria cosmopolita, dónde vivían conjuntamente varias decenas de comunidades diferentes: "Bashar el alauí y Asma la sunní".
Asma ofrece al Gobierno sirio una cara glamurosa, rivalizando en elegancia, en Chanel como en Louboutin. Consigue el golpe de póquer en marketing en 2007: se otorga los servicios de una sociedad americana de relaciones públicas para redorar la imagen de la familia Ásad.
En 2005, funda "Massar", una organización educativa para jóvenes "con métodos no convencionales de enseñanza"; en 2007 también participa en la creación del Fondo Sirio para el Desarrollo, con el fin de sostener los proyectos vinculados a la agricultura y a la educación.

## Fama mundial
La apertura al público internacional marca un momento crucial en su función de primera dama. En 2002 Isabel II de Inglaterra les recibe a ella y a su marido en el Palacio de Buckingham.
Posteriormente, Asma al-Ásad es apodada «la Rosa del Desierto» por la revista Vogue y la «belleza el 100 % natural» por el Huffington Post. En el año 2007 se le confían responsabilidades caritativas. Sostiene públicamente asociaciones de mujeres y ONG para la ayuda a las personas discapacitadas. Contrariamente a las otras primeras damas del mundo árabe, Asma tiene un papel político que importa en el país y participa en numerosos acontecimientos diplomáticos y políticos de la región. Sus estudios en suelo británico le forjaron un punto de vista occidental en las relaciones internacionales. Le declara así, en 2007, al escritor Eyal Zisser: "Soy británica y soy árabe. No soy lo uno o lo otro. Formo parte de dos mundos". El periodista Andrew Tabler escribe de ella que tiene "dos facetas"; una que es la de mujer de presidente autoritario y la otra que es de una mujer occidental, creadora de organizaciones no gubernamentales.
El 14 de julio de 2008, el entonces presidente francés Nicolas Sarkozy invitó al presidente sirio y a su esposa al desfile tradicional de los Campos Elíseos. Dos años después, vuelven a Francia y la prensa rosa les califica como "dos enamorados en París". Tanto sus cualificaciones profesionales, su implicación en obras caritativas como su apariencia física le forjan una reputación de "Lady Di del Medio Oriente".

## Asma al-Ásad y la guerra en Siria
En el año 2011, comienzan a darse manifestaciones por grupos mayoritariamente sunníes en Siria exigiendo un cambio en el Gobierno, o bien, la renuncia del presidente Bashar Al-Ásad, el cual profesa una religión de la rama del chiismo. La primera dama mantuvo un silencio altamente condenado; muchas naciones del mundo la criticaron por mostrarse «indiferente» ante lo que estaba ocurriendo en su país.
Tras meses de combates entre el Ejército sirio y los opositores, la crisis en Siria aumenta en cuanto a violencia, desencadenando una guerra civil. Ante esto, Asma también se muestra silenciosa, pero en febrero de 2012, envía un correo electrónico a The Times indicando su apoyo a Bashar al-Ásad: «El presidente es el presidente de Siria y no solo de una facción de sirios, y la Primera Dama le apoya en su rol».
La escalada de violencia en lo que ya era una guerra llevó a la mayoría de las naciones afines a la política occidental a congelar relaciones con Siria, y por lo tanto, con Asma. Luego de que el Ejército sirio realizara bombardeos contra grupos opositores en Homs y otras localidades bajo el dominio de las fuerzas opositoras, la Unión Europea le prohibió a Asma y a su familia viajar por suelo europeo, además de sancionar al país por supuestos crímenes de guerra. Luego de esto, la mujer se abstuvo de aparecer públicamente.
En julio de 2012 el Ejército Libre Sirio hace pie en Damasco, la capital de Siria, y logra llevar el combate hasta esa ciudad; dando inicio a la batalla de Damasco. Tras esto, numerosos medios indicaron que Asma y su familia habían huido de la ciudad y, posiblemente, del país. El 18 de marzo de 2013 Asma al-Ásad hizo una aparición en el Teatro de Ópera de Damasco, refutando los rumores.
El 12 de julio de 2013, tras cinco meses de silencio, Asma se muestra en redes sociales recibiendo a las familias de los soldados del Ejército sirio que han dado la vida por el país. Muchos medios dicen que las fotos fueron tomadas en el Palacio Presidencial en Damasco; otros aseguran que fue en un escondite en Londres y algunos pocos creen que podría tratarse de un lugar en Rusia. Sin embargo, todo indica que la familia presidencial siria continúa en el país.
En agosto de 2018 Asma al-Ásad decidió hacer público que padecía un cáncer de mama contra el cual había comenzado el tratamiento. En enero de 2019 se la opera en el Hospital Militar de Damasco, y finalmente a principios de agosto de 2019 confirma en la televisión pública siria su total y completa recuperación del tumor maligno que la aquejaba.
El 8 de marzo de 2021, durante la pandemia de COVID-19 en Siria, Assad y su esposo dieron positivo por COVID-19, según la oficina presidencial. Se informó que se encontraban en buen estado de salud y presentaban "síntomas menores".  El 30 de marzo, se anunció que ambos se habían recuperado y habían dado negativo en la prueba de la enfermedad. 
El 21 de mayo de 2024, la presidencia siria anunció que a Assad se le había diagnosticado leucemia mieloide aguda, tras la aparición de varios síntomas y signos clínicos, que la obligarían a abstenerse de trabajar directamente y participar en eventos como parte del plan de tratamiento.   
A finales de noviembre de 2024, huyó de Siria a Rusia junto con sus tres hijos, tras las ofensivas de la oposición siria de 2024 y antes del derrocamiento de su esposo. A pesar de que al-Ásad conserva la ciudadanía británica, el ministro de Asuntos Exteriores del Reino Unido, David Lammy, confirmó que ya no era bienvenida en el Reino Unido, citando sanciones en su contra. 
El 23 de diciembre de 2024, varios medios de comunicación republicaron una fuente turca que informaba de que Asma había solicitado el divorcio de Bashar durante su exilio en Moscú. Los informes fueron desmentidos posteriormente por el gobierno ruso y el padre de Asma. Unos días después, los informes revelaron que estaba luchando contra una leucemia grave y que los médicos le daban un 50/50 de posibilidades de supervivencia, además de estar aislada bajo estrecha atención médica.